# روبرت شاندلير
روبرت شاندلير (بالإنجليزية: Robert Chandler)‏ هو مترجم بريطاني، ولد في 1953.